# 110. peruť (Izrael)
110. peruť (hebrejsky טייסת 110‎) Izraelského vojenského letectva, známá také jako Rytíři severu, je stíhací peruť dislokovaná na základně Ramat David.